# Rasmus Svenningsson
Rasmus Svenningsson (* 19. November 1992 in Schweden) ist ein schwedischer Triathlet und Ironman-Sieger (2021).

## Werdegang
Rasmus Svenningsson startet seit 2019 als Triathlon-Profi und wird seit Ende 2019 von David Tilbury-Davis, dem Coach von Lionel Sanders, trainiert.
Im März 2021 wurde er Dritter im Ironman 70.3 Dubai.
Im Juli gewann der Medizinstudent den Ironman USA und stellte mit 8:13:25 h einen neuen Streckenrekord ein.
Er wurde im September Zweiter im Ironman Austria hinter dem Franzosen Denis Chevrot.
Rasmus Svenningsson lebt in Stockholm.

## Sportliche Erfolge
| Datum/Jahr    | Rang | Wettbewerb         | Austragungsort | Zeit     | Bemerkung |
| ------------- | ---- | ------------------ | -------------- | -------- | --------- |
| 12. März 2021 | 3    | Ironman 70.3 Dubai | Dubai          | 03:34:03 |           |

| Datum/Jahr    | Rang | Wettbewerb           | Austragungsort | Zeit     | Bemerkung                |
| ------------- | ---- | -------------------- | -------------- | -------- | ------------------------ |
| 5. März 2023  | 4    | Ironman South Africa | Port Elizabeth | 07:23:15 | Schwimmdistanz verkürzt  |
| 21. Nov. 2021 | 3    | Ironman South Africa | Port Elizabet  |          | verkürzte Schwimmdistanz |
| 19. Sep. 2021 | 2    | Ironman Austria      | Klagenfurt     |          |                          |
| 25. Juli 2021 | 1    | Ironman USA          | Lake Placid    | 08:13:25 | Streckenrekord           |

(DNF – Did Not Finish)